# 蒙普蓬城堡

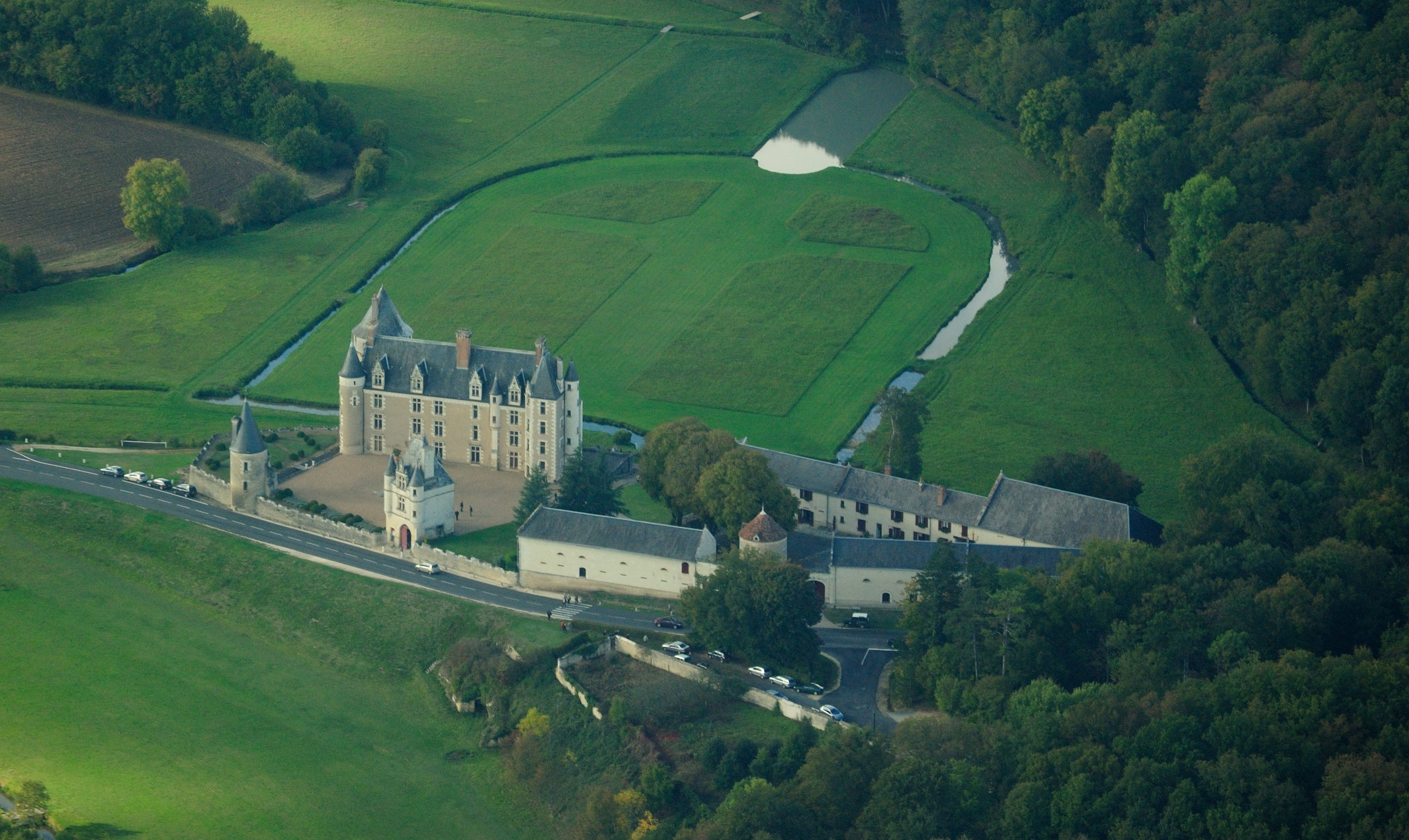
蒙普蓬城堡

蒙普蓬城堡（法語：Château de Montpoupon，法語發音：[ʃɑto də mɔ̃pupɔ̃]）是一座法国城堡，位于 安德尔-卢瓦尔省东部图尔区的塞雷拉龙德 。 位于图尔以东、蒙特里沙尔以南10公里的森林山谷里。

## 历史
这座城堡最初是一座中世纪堡垒。城门兴建于16世纪。自19世纪中叶以来，城堡属于拉莫特·圣皮埃尔（la Motte Saint-Pierre）家族。它是法国的四个狩猎博物馆之一。
1930年，法国文化部将蒙普蓬城堡列为法国历史遗迹。